# Batalla de Hohenfriedeberg
La batalla de Hohenfriedeberg se libró en el marco de la guerra de sucesión austriaca.

## Antecedentes
En 1744 la guerra de sucesión austriaca entraba en su cuarto año. Austria, enfrentada a Francia, Prusia, Baviera y España, entre otras, solamente contaba con la ayuda de Inglaterra y algunos estados alemanes.
Federico II, que había ascendido al trono precisamente en 1740, consideró que era el momento de empezar a engrandecer su reino a costa de su vecina, enfrascada en una guerra con media Europa. Tras invadir rápidamente el Ducado de Silesia (diciembre de 1740), rechazó el contraataque austriaco en la batalla de Mollwitz (10 de abril de 1741), que fue el bautismo de fuego tanto para el ejército prusiano como para su rey.
Tras la victoria de Chotusitz (17 de mayo de 1742) y la cesión de Silesia (1742), Prusia y Austria no volvieron a entrar en guerra hasta 1744. Federico II de Prusia había obtenido lo que quería, el rico Ducado de Silesia y el reconocimiento internacional como nueva potencia. Sin embargo, era evidente para el joven rey prusiano que los austriacos no iban a admitir la nueva situación y que se volverían contra él para arrebatarle su conquista a la primera oportunidad que se presentase.
1744 vio un cambio a favor de las armas austriacas en la guerra contra sus múltiples enemigos. Federico II decidió que era mejor adelantarse a una probable ofensiva austriaca y el 12 de julio invadió Bohemia. Tras poner cerco a Praga, mal defendida por la milicia local y escasas tropas, ésta se rindió incondicionalmente el 16 de septiembre.
La penetración prusiana alcanzó Tabor, Budweis y Frauenberg. Durante las semanas siguientes, Federico II buscó con afán una batalla contra los ejércitos austriacos mandados por el Archiduque Carlos de Lorena (cuñado de la Emperatriz María Teresa) y el Mariscal Traun que cerrase victoriosamente la campaña.
Sin embargo, Federico no obtuvo su batalla. Los austriacos se limitaron a adoptar fuertes posiciones defensivas desde las que pudieran cortar las sobreextendidas líneas de suministro prusianas, de tal forma que para finales de octubre la posición prusiana en Bohemia era poco menos que insostenible. Para colmo, Sajonia había entrado en guerra contra Prusia, haciendo aún más difícil la posición estratégica de Federico con un nuevo enemigo a sus espaldas. En rápida sucesión cayeron Tabor, Budweis y Frauenberg en manos austriacas con la pérdida de unos 3.000 hombres.
Tras una penosa retirada, las tropas prusianas, hambrientas y sufriendo tifus y disentería, comenzaron la retirada el 9 de noviembre. Praga fue abandonada por su guarnición prusiana. Para el 8 de diciembre la retirada estaba terminada. De un ejército de unos 70.000 hombres en total, se calcula que los prusianos perdieron unos 17.000 sin que hubiera tenido lugar una sola batalla.

## Campaña de 1745 y batalla de Hohenfriedberg
La marcha de la guerra en general se estaba volviendo a favor de los intereses austriacos. El pretendiente bávaro al trono imperial, Carlos VII, había muerto y Baviera había quedado fuera de juego. Cada vez resultaba más evidente que la lucha para Austria se centraba en la recuperación de Silesia. Por otra parte, el tesoro de Federico no se hallaba en su mejor momento; las reservas acumuladas por su padre Federico Guillermo I se habían agotado. El fuerte desgaste sufrido por el ejército en la fallida campaña de 1744 había dejado el ejército prusiano falto de unos 8000 reemplazos de infantería (más o menos el equivalente de seis regimientos) y unos 700 de caballería (casi otro regimiento). Federico decidió permanecer a la defensiva y que fueran los austriacos quienes se internasen en su provincia perdida. No tardaron en hacerlo, con el Archiduque Carlos esta vez al mando de unos 40.000 austriacos y 19.000 sajones al mando del duque de Weissenfels, que penetraron en Silesia a finales de mayo. Por su parte, Federico concentró prácticamente todas sus fuerzas disponibles, unos 59.000 hombres, en el campamento de Frankenstein, con la esperanza de hacer descender al enemigo hacia la planicie silesiana.
El 3 de junio Federico II pudo ver al ejército aliado descendiendo en ocho columnas que marchaban al ritmo de trompetas y tambores batientes y con las banderas desplegadas, y que iban ocupando el terreno entre las localidades de Kauder y Hohenfriedberg (hoy día Dobromierz, en Polonia). Tal y como deseaba Federico, los aliados abandonaban las montañas y se desperdigaban confiados por la llanura silesiana.
El plan del Rey de Prusia era hacer una marcha nocturna hacia el noroeste, cruzar el arroyo de Striegau, y arrollar el flanco enemigo desde el este. Sin embargo, el ejército austro-sajón estaba tan extendido que una buena parte del ejército enemigo (sajones sobre todo) estaba enfrente de los prusianos sin que ninguno de los contendientes lo supiera. En la madrugada del 4 de junio toda la caballería del ala derecha prusiana se encontró de golpe con el enemigo. No había tiempo para más; Federico II ordenó a la artillería apoyar a la vanguardia al mando de Du Moulin con el fin de hacerse con las lomas de Striegau, en poder de los sajones.
De inmediato se formó una gran melé de jinetes. Coraceros, dragones y húsares prusianos se entremezclaron con la caballería enemiga, que terminó huyendo. La escasa infantería sajona en el lugar fue aniquilada.
Entretanto, la vanguardia de la infantería prusiana al mando de Leopold von Anhalt-Dessau formó en línea sin esperar al resto de la infantería, que fue agrupándose a izquierda y derecha de la vanguardia. En total 21 batallones se desplegaron en línea y empezaron el avance hacia el enemigo, mosquetes al hombro, banderas al viento y batiendo los tambores. Resistiendo el fuego sajón, la infantería prusiana se acercó a 400 pasos y empezó a descargar su fusilería sobre el enemigo.
Hacia las 7 de la mañana los sajones habían sido derrotados y estaban en retirada. El plan prusiano no era el original, pero había logrado derrotar a parte del ejército enemigo antes de que los austriacos hubieran podido jugar ningún papel en la batalla.
Volverse contra los austriacos exigía, no obstante, hacer maniobrar al ejército de forma delicada. En el barullo de órdenes y contraórdenes, los diez batallones de Fernando de Brunswick quedaron aislados a unos 1.000 pasos al este de Günthersdorf. Carlos de Lorena, comandante austriaco, no aprovechó la oportunidad de aplastar el flanco izquierdo prusiano que se le ofrecía. Finalmente, Federico reunió trece batallones de infantería y cinco de granaderos.